# Košátecký potok
Košátecký potok är ett vattendrag i Tjeckien. Det ligger i den centrala delen av landet, 21 km norr om huvudstaden Prag.